# Sierpiński (krater księżycowy)
Sierpiński – krater na powierzchni Księżyca o średnicy 69 km, położony na 27,2° szerokości południowej i 154,5° długości wschodniej.
Decyzją Międzynarodowej Unii Astronomicznej w 1970 roku został nazwany nazwiskiem polskiego matematyka Wacława Sierpińskiego.